# Phil Herne
Phil Herne, właśc. Philip Edwin Herne (ur. 27 marca 1955 w Ballinie) – australijski żużlowiec.

## Życiorys
Pomiędzy 1977 a 1981 reprezentował Australię w eliminacjach indywidualnych mistrzostw świata. W 1976 zdobył w Londynie tytuł drużynowego mistrza świata. Dwukrotnie zdobył medale indywidualnych mistrzostw Australii: srebrny (Claremont 1978) oraz brązowy (Sydney 1975).